# Burmoniscus palawanensis
Burmoniscus palawanensis är en kräftdjursart som beskrevs av Kim och Kae Kyoung Kwon 2002B. Burmoniscus palawanensis ingår i släktet Burmoniscus och familjen Philosciidae. Inga underarter finns listade i Catalogue of Life.